# Brycea jenna
Brycea jenna là một loài bướm đêm thuộc phân họ Arctiinae, họ Erebidae.